# Wertheimer-Porträts
Die Porträts der Familie Wertheimer wurden von dem US-amerikanischen Porträtisten John Singer Sargent ab 1898 geschaffen. Insgesamt entstand eine Serie mit zwölf Bildern.

## Familie Wertheimer
Asher Wertheimer (1844 – 1918) war ein Londoner Kunsthändler, der seinen Firmensitz an der Bond Street hatte. Die jüdische Familie Wertheimer stammte ursprünglich aus Deutschland; zu Asher Wertheimers Vorfahren gehörte Samson Wertheimer. Asher Wertheimer wurde in London und Paris ausgebildet. Schon sein Vater war Kunsthändler, ebenso sein Bruder, mit dem er nach dem Tod des Vaters konkurrierte. Asher Wertheimers Frau Flora war Tochter eines Kollegen. Das Ehepaar hatte insgesamt 12 Kinder. Mit dem Maler John Singer Sargent verband die Familie eine enge Freundschaft; der Künstler war regelmäßig am Wohnsitz der Familie mit der Adresse 8 Connaught Place in London zu Besuch. Acht der zwölf Porträts, die er von Familienmitgliedern malte, hingen zunächst im Speisezimmer des Hauses.

## Die Porträtserie
Die ersten beiden Bilder – Porträts von Asher Wertheimer selbst und von Flora Wertheimer – bestellte der Kunsthändler anlässlich seiner Silberhochzeit im Jahr 1898 bei Sargent. Die Darstellung des Kunsthändlers wurde von Kritikern enthusiastisch aufgenommen; Robert Ross zog im Art Journal einen Vergleich mit dem Porträt des Papstes Innozenz X. von Velázquez. Flora Wertheimers Porträt hingegen stieß auf weniger Zustimmung. Es verblieb zwar auch zunächst im Familienbesitz, doch wurde Sargent bald beauftragt, ein weiteres Porträt der Kunsthändlersgattin anzufertigen. Im Laufe der nächsten zehn Jahre kamen zahlreiche weitere Aufträge Wertheimers hinzu, so dass Sargent schließlich behauptete, an chronischem Wertheimerismus zu leiden.
Sargent porträtierte Wertheimers älteste Tochter Helena, genannt Ena, eine Malerin, einmal zusammen mit ihrer Schwester Betty im Haus der Familie Wertheimer. Ein zweites Porträt Enas schuf er anlässlich der Hochzeit der jungen Frau. Es trug den Titel A Vele Gonfie und wurde später verkauft, um Enas Kunstgalerie mitzufinanzieren. Ihr Gatte bemühte sich später, das Bild von einem amerikanischen Sammler zurückzukaufen.
Alfred Wertheimer war ein angehender Naturwissenschaftler und wurde von Sargent auch als solcher – mit Laborgläsern und wahrscheinlich mit Fachliteratur – dargestellt. Der junge Mann fiel im Alter von 25 Jahren im Burenkrieg in Südafrika. Auch Edward Wertheimer, der Asher Wertheimers Nachfolger im Kunstgeschäft werden sollte, wurde nicht alt. Er starb im Alter von 29 Jahren an einer Austernvergiftung. Sargent malte Edward Wertheimer in Paris mit einer Skulptur, um dessen Bezug zur Bildenden Kunst deutlich zu machen.
Ferner malte Sargent die Geschwister Conway, Almina und Hylda zusammen auf dem Landsitz von Eustace H. Wilding, dem Gatten von Essie Wertheimer. Essie selbst stellte er zusammen mit ihrem Bruder Ferdinand, einem Künstler, und ihrer Schwester Ruby im Heim der Familie Wertheimer dar. Des Weiteren gehörten Einzelporträts von Almina, Betty und Hylda Wertheimer zu der Bilderserie.

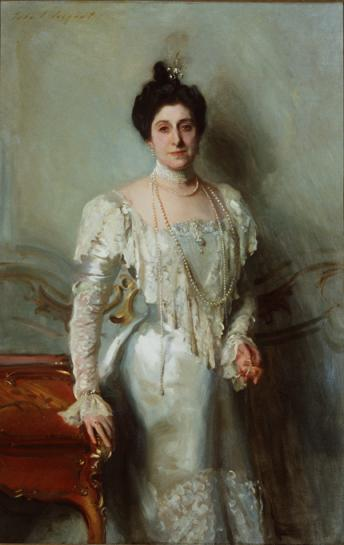
Das erste Porträt Flora Wertheimers
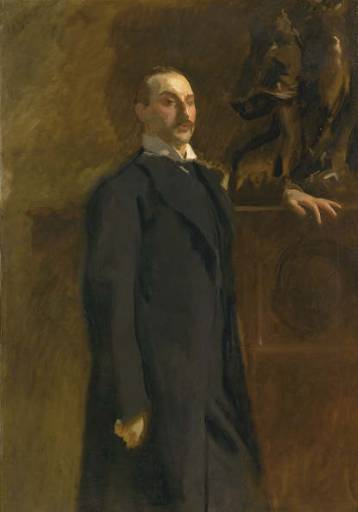
Edward Wertheimer
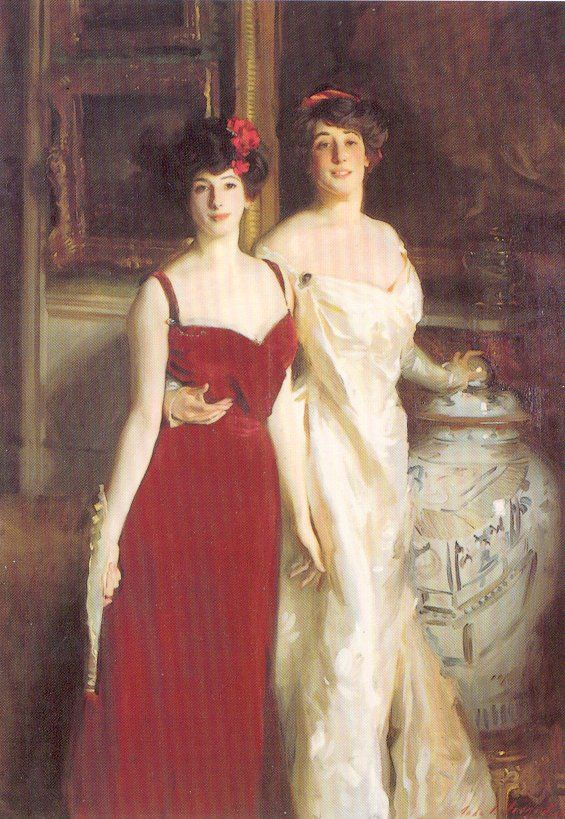
Ena und Betty Wertheimer
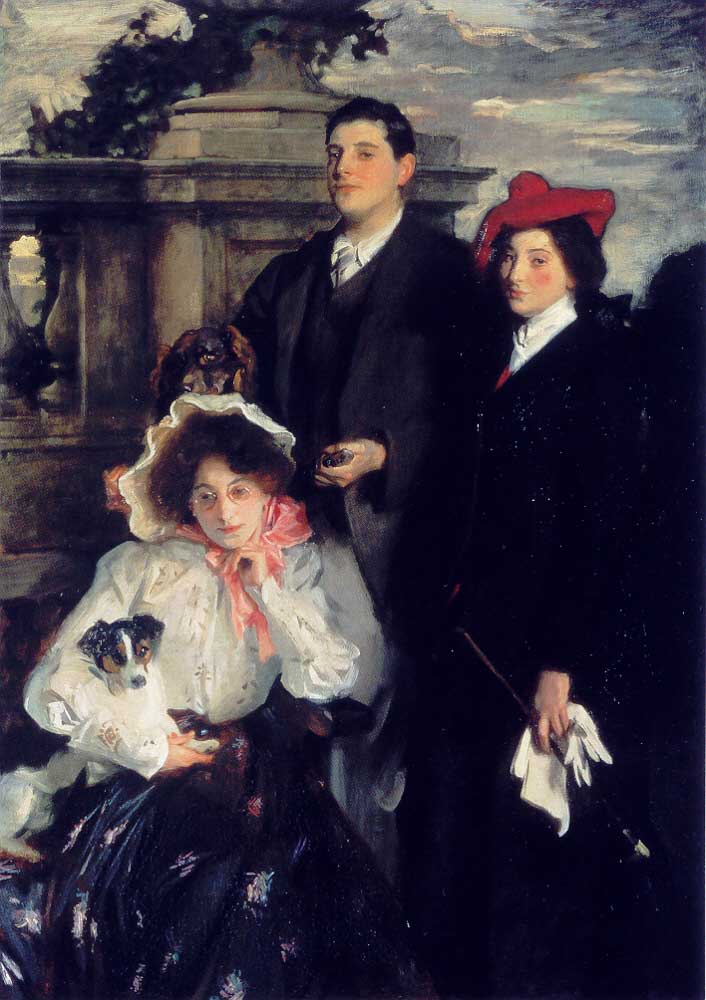
Conway, Almina und Hylda Wertheimer
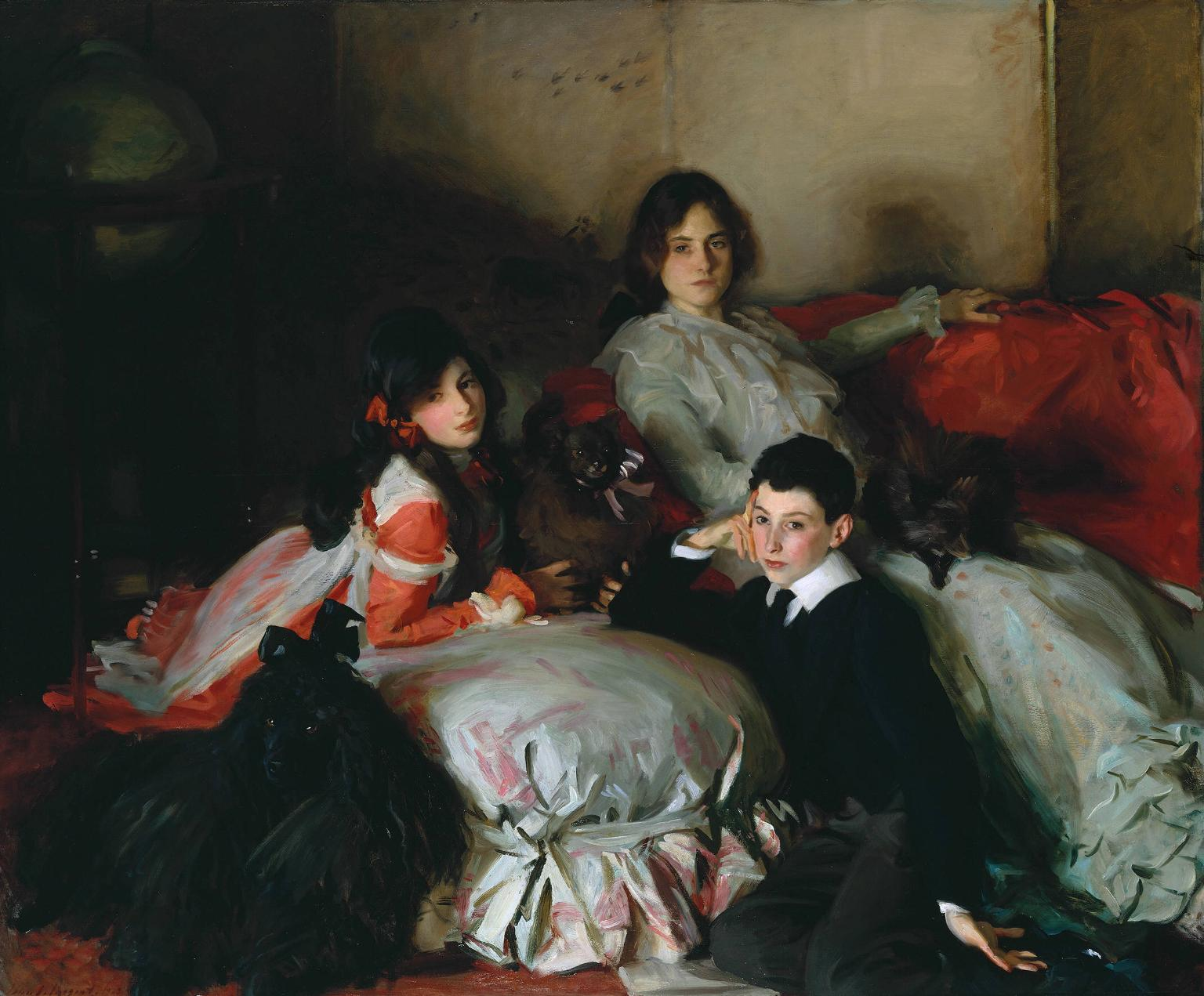
Essie, Ruby und Ferdinand Wertheimer

## Verbleib der Bilder
Die Porträts wurden vom Publikum und den Kritikern mit recht unterschiedlichen Reaktionen bedacht, die häufig mit Asher Wertheimers Herkunft und seinem sozialen Status in Verbindung standen. Wertheimer gehörte zu den angesehensten Kunsthändlern Londons und hatte reiche Kunden wie etwa die Familie Rothschild, die er mit französischen Möbeln des 18. Jahrhunderts ebenso versorgte wie mit Gemälden europäischer Meister und vor allem mit Porträts aus dem 17. und 18. Jahrhundert aus England. Sargents Malweise und Darstellung der Familienmitglieder war auf diesen Schwerpunkt abgestimmt.
Asher Wertheimer hatte bereits 1916 angekündigt, neun der Porträts der Öffentlichkeit schenken zu wollen. Er starb zwei Jahre später, am 9. August 1918. Seine Witwe überlebte ihn um vier Jahre. Nach Flora Wertheimers Tod im Jahr 1922 wurden die Bilder sofort der National Gallery in London übergeben, wo sie in einem eigenen Raum ausgestellt wurden. Bald danach gelangten sie in die Tate Gallery of British Art, wo sie längere Zeit in einem Raum vereint blieben, der Sargents Schaffen gewidmet war. In den Jahren 1999 und 2000 wurden alle zwölf Wertheimer-Porträts in einer Sonderausstellung des Jüdischen Museums London präsentiert.